# Gulou, Kaifeng
Gulou (kinesiska: 鼓楼区, 鼓楼)  är ett stadsdistrikt och säte för stadsfullmäktige i Kaifeng i Henan-provinsen i norra Kina. Antalet invånare är 143175. Befolkningen består av 73 258 kvinnor och 69 917 män. Barn under 15 år utgör 14,0 %, vuxna 15-64 år 74 %, och äldre över 65 år 11,0 %.